# Micheline (liqueur)
Pour les articles homonymes, voir Micheline.
 (février 2024).
Si vous disposez d'ouvrages ou d'articles de référence ou si vous connaissez des sites web de qualité traitant du thème abordé ici, merci de compléter l'article en donnant les références utiles à sa vérifiabilité et en les liant à la section « Notes et références ».
La Micheline  est une  liqueur de Carcassonne dont on fait remonter l'origine au IVe siècle

## Une liqueur
Un certain Michelin Boato en fut l'inventeur ; chacun accourait lui acheter cet élixir de jouvence, mais la recette fut perdue. En 1856, au XIXe siècle lors de fouilles dans la Tour de l'Inquisition de la Cité, des parchemins découverts dans un coffre d'argent révèlent la recette de l'élixir de Carcassonne. Le parchemin  est alors envoyé à Michel Sabatier. Celui-ci décide de la préparer « selon la recette XIIIe siècle » et lui donna son nom et fonde les Établissements Sabatier. 
Les Établissements Sabatier sont repris par la Maison Cabanel en 1900, et s'installent en 1904 en Ville Basse à Carcassonne.

## Ingrédients
La Micheline est préparée  avec de la mélisse, noix de muscade, cardamome et, plus d'une dizaine de plantes et d'épices. L'abbé Saunière de Rennes-le-Château en était particulièrement friand : il en commandait par dizaines de bouteilles.